# Митрофан Вороњешки
Свети Митрофан Вороњешки (рус. Митрофан Воронежский) је руски православни светитељ.
Рођен је 1623. године у Владимирској области. Родитељи су га васпитали у духу православне вере. Прву половину свога живота провео као парохијски свештеник у селу Сидоровском. У његовој четрдесетој години умрла му је супруга, након чега одлази у манастир Золотниковски Успенија Божје Матере, близу града Суздаља, где се замонашио. 1666. Митрофан је постављен за игумана оближњег, Јахромског Козминог манастира, а 1675. године за игумана Унженског манастира, у области Галича. Када је основана нова епархија у Воронежу, игуман Унженски Митрофан је изабран за њеног првог епископа, и рукоположен 2. априла 1682. године.
Као епископ, Митрофан је развио велику еванђелску делатност у својој епархији. Много се трудио да код свештенства подигне духовност и појача пастирску ревност, а код мирјана - да им приближи живот по Светом Еванђељу. Као старешина, свети Митрофан био је врло приступачан, и његов епископски дом био је уточиште невољнима и тужнима, гостопримница путницима, лечилиште болеснима.
Веома га је поштовао и ценио цар Петар Велики, који је често долазио у Воронеж, и увек посећивао светог Митрофана.
Умро је у својој осамдесетој години, 23. новембра 1703. године. Сахрањен је у Вороњешкој цркви. Његове свете мошти свечано су откривене 6. августа 1832. године. Данас се чувају у Благовештенској цркви у Воронежу.
Православна црква прославља светог Митрофана 23. новембра по јулијанском календару.